# Africa Positive
Africa Positive ist eine deutschsprachige Zeitschrift mit aktuellen Berichten aus Afrika, die von einem gleichnamigen Verein herausgegeben wird. Sie erscheint seit 1998 vier Mal jährlich in einer Auflage von inzwischen ca. 10.000 Exemplaren.
Sitz der deutsch-afrikanischen Redaktion ist Dortmund. Die Verlagsleitung hat die Gründerin der Zeitschrift inne, die in Kamerun geborene Veye Tatah. Sie erhielt für ihre Verdienste im Februar 2010, im Rathaus Dortmund, das Bundesverdienstkreuz am Bande.
Berichtet wird über Länder, Menschen, Politik, Wirtschaft und Kultur des Kontinents. Der Name des Magazins und des Vereins gibt das Bestreben der Redaktion wieder, die Afrika-Berichterstattung der Medien, die sonst fast ausschließlich aus Anlass negativer Ereignisse stattfindet, um die positiven Nachrichten zu ergänzen. Alle Mitarbeiter der Redaktion arbeiten ehrenamtlich.
Zielgruppe sind deutschsprachige Leser, einschließlich afrikanischer Immigranten in Deutschland.
Die Themen sind Politik, Wirtschaft, Kunst & Kultur, Sport, Bücher, Filme, Musik, Umwelt, Reise- und Länderberichte.
Die Berichterstattung ist kritisch und dennoch wird der Schwerpunkt auf „positive Nachrichten“ des Kontinents gelegt.